# John Groot
John Groot (Omaha, Nebraska, 31 mei 1961 – Rotterdam, 26 februari 2007) was een Nederlandse fotograaf. Hij was bekend onder de artiestennaam "Phoxx".
John Groot werd geboren in de Verenigde Staten als kind van Nederlandse ouders. Later kwam hij met zijn moeder naar Rotterdam. In Rotterdam werd hij een bekend fotograaf, onder meer voor popbladen als Oor. Hij fotografeerde een groot aantal beroemde popsterren.
Groot kwam om het leven toen hij na een ongeluk op zijn woonboot in het water viel en verdronk.